# Marché central de Dolisie
Le marché central de Dolisie,  est un marché moderne situé en république du Congo dans la ville de Dolisie.

## Histoire
Le marché central Dolisie, est créé en 2006. Il joue un rôle clé dans l'économie locale de Dolisie, une ville carrefour située sur l'axe routier et ferroviaire reliant Pointe-Noire à Brazzaville et proche de plusieurs frontières nationales. Il constitue un centre important pour la commercialisation des produits alimentaires et manufacturés dans la région, contribuant à l'activité commerciale et à l'emploi local,.

### Situation du Marché central de Dolisie
Malgré son infrastructure imposante, le marché souffre de plusieurs difficultés. Les vendeurs dénoncent notamment un manque d'éclairage adéquat, avec de nombreuses ampoules grillées non remplacées, ce qui les obliges à bricoler des installations électriques dangereuses pour éclairer leurs étals. L'insalubrité des toilettes est également un problème récurrent, obligeant les commerçants à recourir à des installations extérieures. Ces conditions dégradées ont conduit certains vendeurs à occuper les rues, ce qui nuit à l'ordre public et à la sécurité.

### Construction
Le marché compte environ 1176 tables réparties sur deux niveaux : 875 tables au rez-de-chaussée destinées principalement à l'alimentation, et 301 tables à l'étage pour la vente d'habillement, de produits de beauté, de chaussures, de plastiques et d'appareils électroménagers. Toutefois, depuis 2015, le premier étage est peu occupé, car les vendeurs ont déserté ce niveau en raison de la concurrence déloyale avec les commerçants du rez-de-chaussée et des alentours immédiats. Certains ont investi les rues adjacentes, ce qui a conduit à des opérations de déguerpissement des marchands illégaux par les autorités municipales.